# Małastów
Małastów (j. łemkowski Маластів) – wieś w Polsce położona w województwie małopolskim, w powiecie gorlickim, w gminie Sękowa.
Wieś królewska starostwa bieckiego w powiecie bieckim województwa krakowskiego w końcu XVI wieku.

## Położenie
Małastów leży w dolinie potoku Małastówka. Zabudowania położone są na wysokości 400–430 m n.p.m. Od wschodu dominuje nad wsią grzbiet z wzniesieniami Zawiersza (669 m n.p.m.) i Kornuta (677 m n.p.m.), natomiast od zachodu grzbiet biegnący od Magury Małastowskiej (813 m n.p.m.) przez Ostry Dział (675 m n.p.m.) ku Brusom (594 m n.p.m.). Przez wieś biegnie droga wojewódzka nr 977 z Gorlic do granicy państwa w Koniecznej.

## Części wsi
| SIMC    | Nazwa | Rodzaj     |
| ------- | ----- | ---------- |
| 0464828 | Pętna | przysiółek |

## Historia
Jedna ze starszych wsi Beskidu Niskiego: lokowana była na prawie niemieckim w 1440 r. i zasiedlona pierwotnie zapewne ludnością polską, jednak po napływie fali ludności wołoskiej z czasem stała się wsią łemkowską. Do czasu rozbiorów wchodziła w skład starostwa bieckiego. Biegł przez nią tzw. trakt węgierski – od czasów średniowiecza tradycyjny szlak handlowy wiodący z Gorlic do Bardejowa. W 1806 r. zbudowana została murowana cerkiew greckokatolicka (obecnie kościół katolicki) pod wezwaniem św. Kosmy i św. Damiana.
W latach 1975–1998 administracyjnie należała do województwa nowosądeckiego.
Wieś znacznie ucierpiała w czasie I wojny światowej, kiedy to od stycznia do początku maja 1915 r. znajdowała się na linii frontu. Z czasów bitwy pod Gorlicami w maju 1915 r. zachowały się na jej terenie cmentarze wojenne. Przed II wojną światową liczyła 70 gospodarstw i ok. 500 mieszkańców.

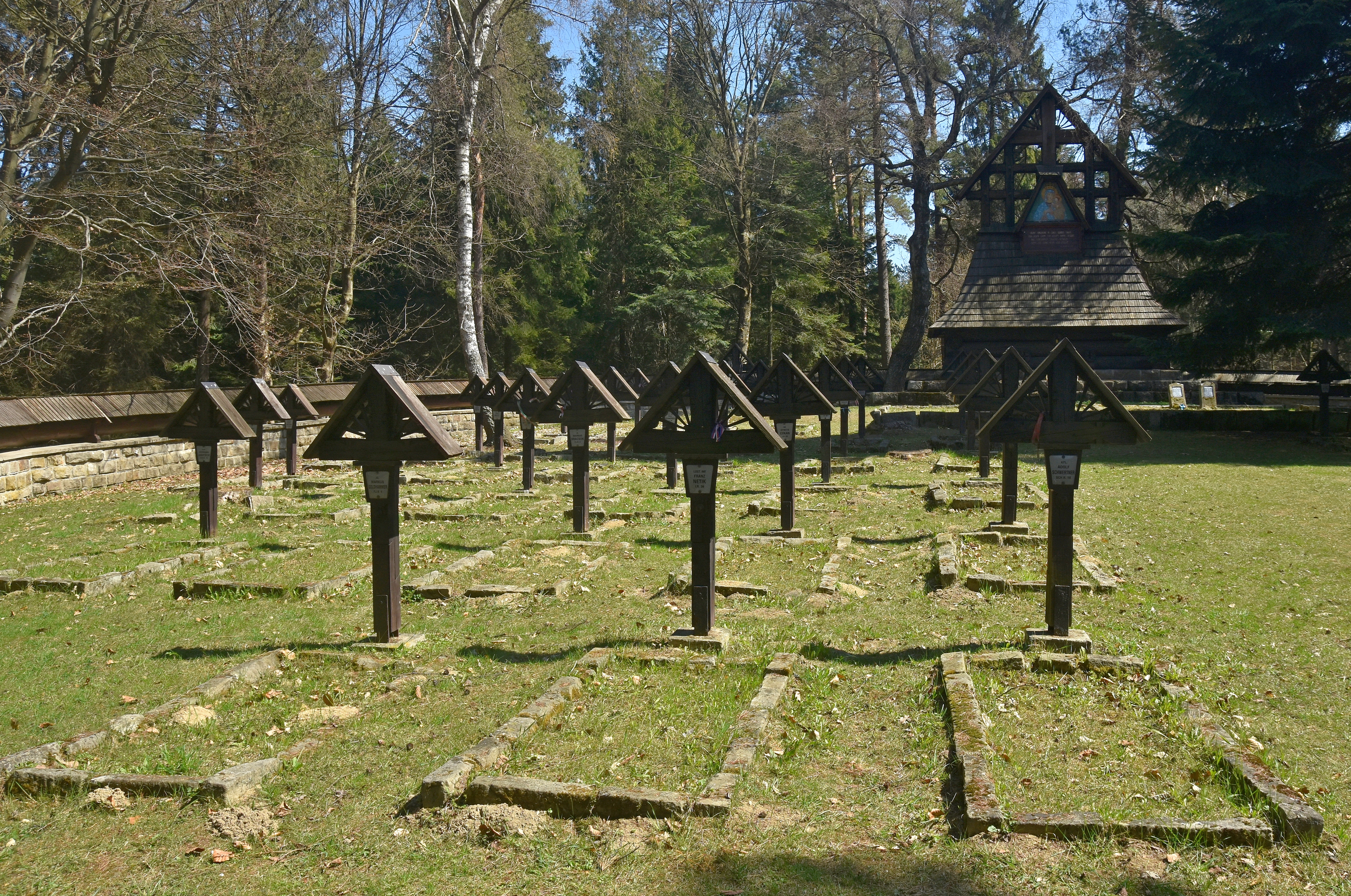
Cmentarz wojenny nr 60
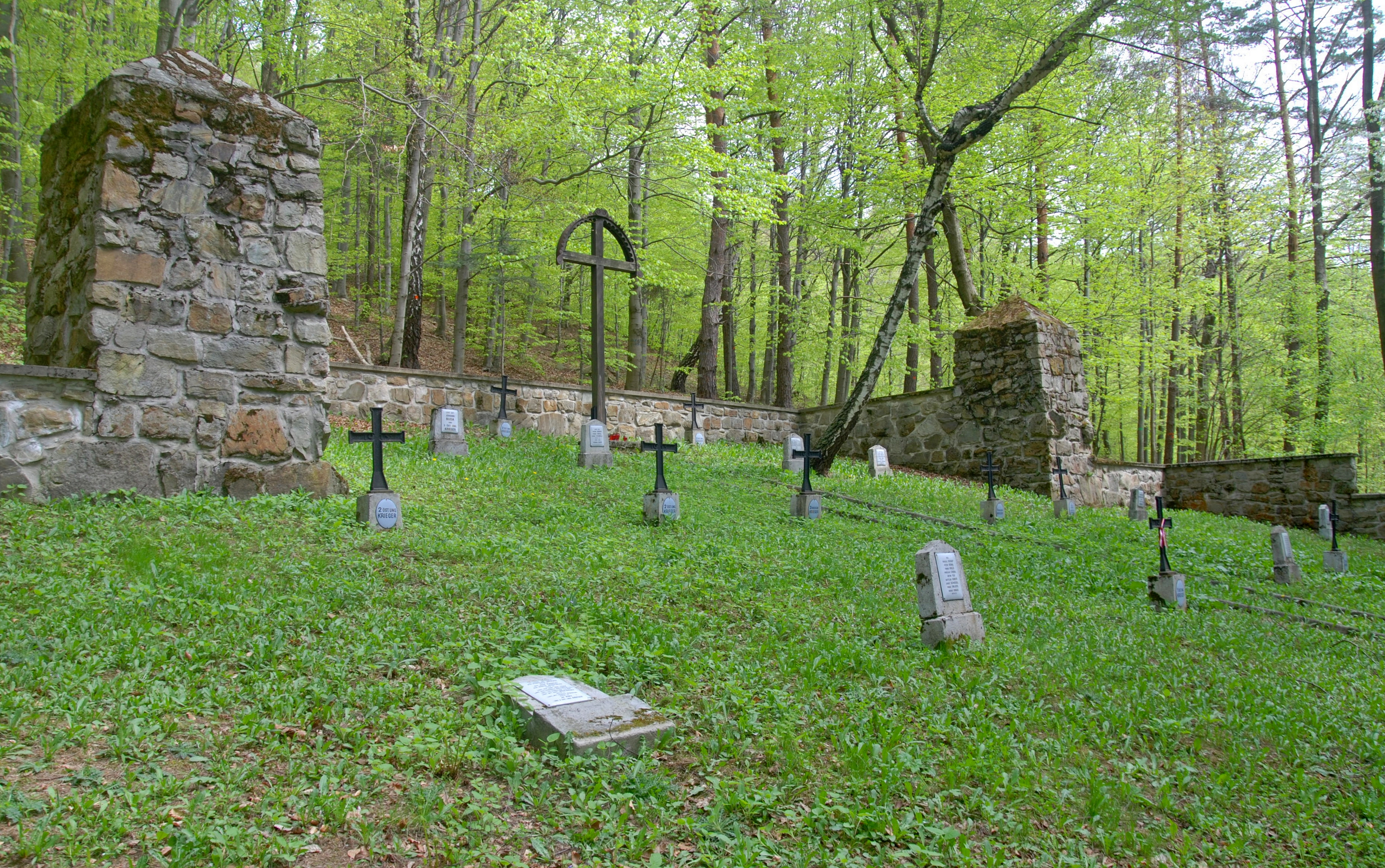
Cmentarz wojenny nr 65
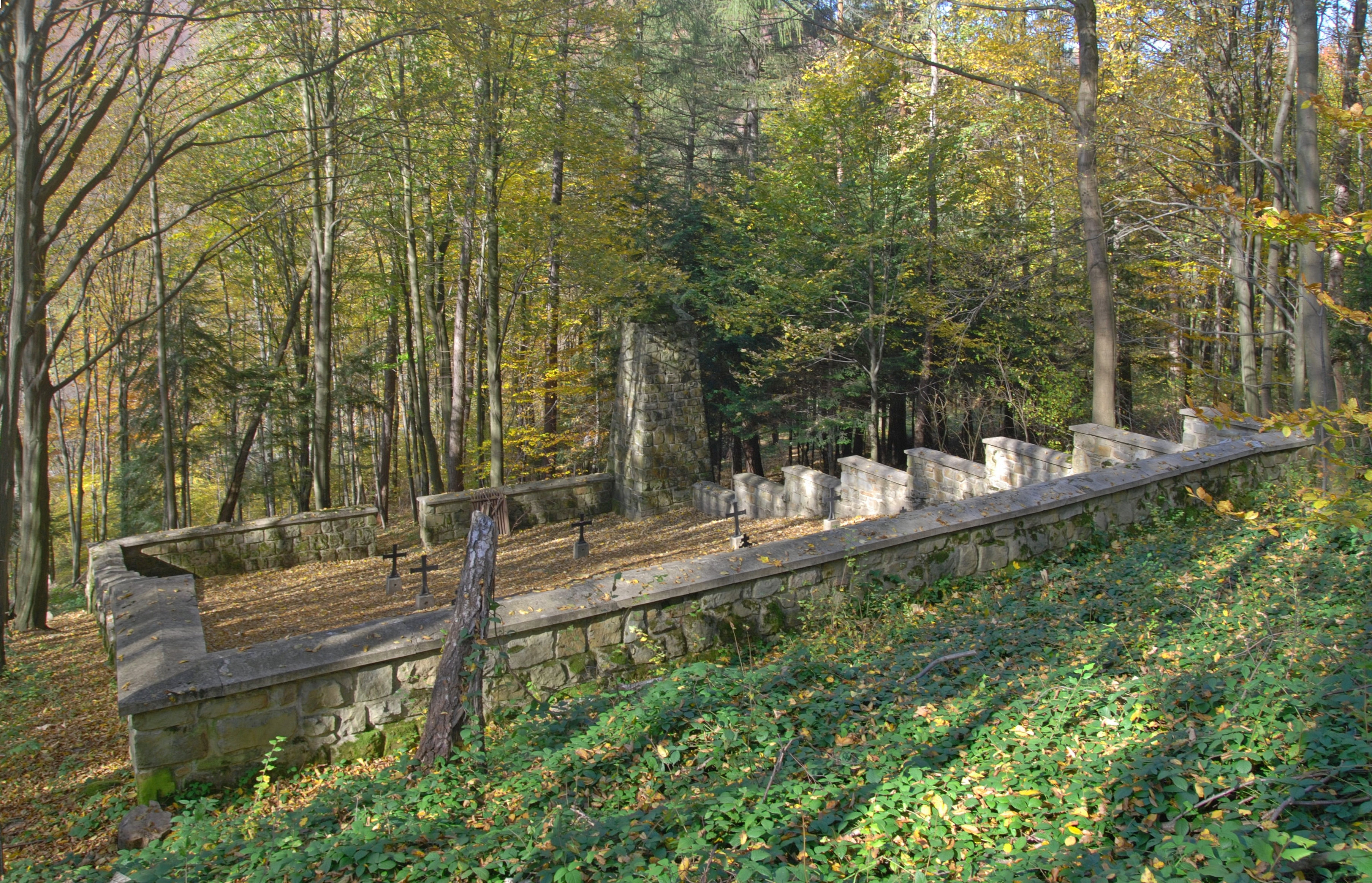
Cmentarz wojenny nr 66

## Zabytki
Obiekty wpisane do rejestru zabytków nieruchomych województwa małopolskiego
- cerkiew greckokatolicka, obecnie kościół rzym.-kat. pw. NMP Wniebowziętej z 1805,
- cmentarz wojenny nr 60 z I wojny światowej, na Przełęczy Małastowskiej, (w granicach wsi Małastów i Gładyszów, gm. Uście Gorlickie);
- cmentarz wojenny nr 63 z I wojny światowej, w Pętnej;
- cmentarz wojenny nr 65 z I wojny światowej, na zboczu góry Kornuta;
- cmentarz wojenny nr 66 z I wojny światowej, na pd.-zach. Ramieniu góry Kornuta.

W miejscowości ma swoją siedzibą parafia Wniebowzięcia NMP, należąca do dekanatu Gorlice, diecezji rzeszowskiej.

## Turystyka i wypoczynek

### Szlaki piesze
- od dolnej stacji wyciągu na Magurę Małastowską do przełęczy Małastowskiej
- od szosy Gorlice – Konieczna do cmentarza z I wojny światowej nr 65 – Małastów-Kornuty (szlak cmentarny)
- od szosy Gorlice – Konieczna do cmentarza z I wojny światowej nr 66 – Małastów (szlak cmentarny)

### Narciarstwo
Na terenie gminy znajduje się ośrodek narciarski SkiPark Magura na Magurze Małastowskiej.